# HΛLNA
HΛLNA（ハルナ、1980年2月7日 - ）は、日本の女性歌手。音楽ユニットHΛLの元ボーカリスト。本名は濱田 春菜（はまだ はるな）。神奈川県厚木市出身。水瓶座、血液型はA型。身長153cm、B83・W58・H83。所属事務所スーパースタープロモーション→アクシヴ。

## 来歴
- スーパースタープロモーションに所属し、地下アイドルとして芸能活動開始。その後『女子高生ロマン』、『BiKiNi』などのテレビ番組にも出演していた。
- 1999年7月、エイベックス主催のオーディション『avex dream 2000』に参加。グランプリを受賞しなかったが、HΛL（当時のメンバーは梅崎俊春と佐藤あつし）のボーカリストに抜擢された。
- 2000年10月25日、HΛLとして1stシングル「DECIDE」でデビュー。ボーカル担当のほか、HΛLの全曲の作詞を担当した。
- 2002年、小室哲哉と松浦勝人のチャリティ企画「song+nation」で初のソロ楽曲「DO OVER AGAIN」を発表。
- 2003年2月、HΛLのベストアルバムを発売後バンドを脱退し、芸能活動を休止。その後は一切の活動がなく、事実上の引退とみられる。
- 2016年9月、活動当時のマネージャーのSNS[1][2]にHΛLNAが登場する。

## 出演
テレビ
- Just Fit 相談室（ミュージックステーション内の再現ドラマ）（テレビ朝日）
- BiKiNi（テレビ東京）
- 金髪先生（テレビ朝日）
- ブレイク（日本テレビ）
- 女子高校生ロマン
- グラビアの美少女（パーフェクトTV）

## ディスコグラフィ

### 参加作品
|   | 発売日        | タイトル                                      | 規格 | 規格番号   | 備考                                 |
| - | ------------- | --------------------------------------------- | ---- | ---------- | ------------------------------------ |
| - | 2002年1月23日 | VARIOUS ARTISTS FEATURING songnation          | CD   | AVCD-17065 | M-7：DO OVER AGAIN                   |
| - | 2002年3月6日  | VARIOUS ARTISTS FEATURING songnation 2 trance | CD   | AVCD-17096 | M-12：DO OVER AGAIN(tatsumaki remix) |